# 卡雷姆火山

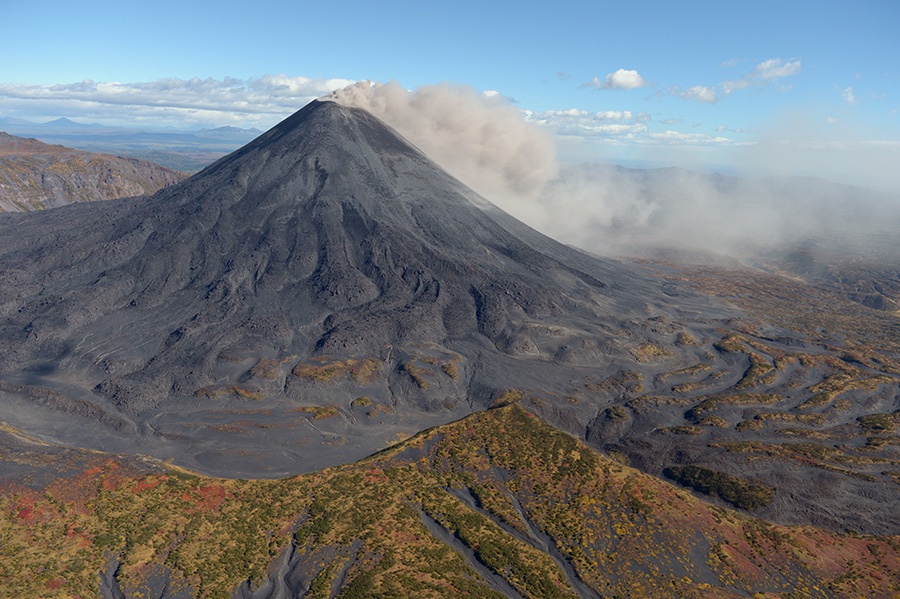

卡雷姆火山是俄羅斯的火山，位於堪察加半島南部，屬於中部山脈的一部分，海拔高度1,536米，破火山口直徑約5公里，山體在全新世形成。